# Мышковский, Владислав
Владислав Гонзага-Мышковский (ум. 1658) — польский государственный и военный деятель, 4-й ординат пиньчувский (1647—1658), ротмистр войск коронных (1630), воевода брацлавский (1649—1650), сандомирский (1650—1656) и краковский (1656—1658), староста гродецкий, драхимский, мостиский, медыцкий и грабовецкий.

## Биография
Представитель польского магнатского рода Мышковских герба «Ястржембец». Третий (младший) сын маршалка великого коронного Сигизмунда Мышковского и Эльжбеты Богуш.
Изначально должен был стать священником, в 1619 году получил сан каноника краковского. После преждевременной смерти своего старшего брата Яна Мышковского (1621) не принял рукоположения. В 1622 году Владислав Мышковский учился в Болонье, повторно посетил Италию в 1642 году, где записан в альбом Падуанского университета как староста гродецкий. В молодости служил в армии, в 1630 году был ротмистром королевских войск.
В 1632 году Владислав Мышковский подписал элекцию (избрание на престол) Владислава IV Вазы. В 1635 году он участвовал в военной кампании против шведов в Пруссии, командуя гусарской хоругвью (130 чел.). В 1637 году он был избран послом (депутатом) от Краковского воеводства на коронный сейм. В 1648 году Владислав Мышковский поддерживал кандидатуру Яна II Казимира, подписал его элекцию на престол.
Имел дружеские отношения с крупным украинским князем-магнатом Иеремией Вишневецким, которому доверил оборону крепости Замостье от казацких войск Богдана Хмельницкого. Украинский гетман Богдан Хмельницкий принимал Владислава Мышковского в качестве одного из немногих польских политиков, писал к нему по поводу восстановления своих прав. Элекционный сейм назначил его одним из комиссаров для принятия присяги с региментариев Анджея Фирлея и Иеремии Вишневецкого. В марте 1649 года Владислав Мышковский получил должность воеводы брацлавского и стал членом сената Речи Посполитой. 14 ноября 1649 года ему была пожалована должность воеводы сандомирского. В том же 1649 году Владислав Мышковский выставил свою гусарскую хоругвь (100 чел.) вместо казацкой.
Весной 1651 года в своём Пиньчуве Владислав Мышковский принимал турецкого посла, который хотел сообщить от великого визиря об опасности для Речи Посполитой со стороны Богдана Хмельницкого. В том же 1651 году он участвовал в битве с восставшими казаками под Берестечком, где командовал собственными казацкой и гусарской хоругвями.
Депутат от сената в Скарбовый трибунал в Радоме (1652) и Львове (1653).
В начале «Шведского потопа» (1655) Владислав Мышковский вместе с польским королем Яном II Казимиром Вазой удалился в австрийскую Силезию. В феврале 1656 года Владислав Мышковский был назначен воеводой краковским.
В 1657 году Владислав Мышковский за свои собственные средства построил церковь в Страдуве.
Один из самых богатых магнатов Речи Посполитой. Староста гродецкий, драгимский, мостиский и медыцкий.
Был женат на Анне Могиле (ум. 1667), дочери молдавского воеводы Иеремии Могилы. Их брак был бездетным.
Умер перед 7 июня 1658 года. Был похоронен в семейном склепе (мавзолее) Мышковских в костеле доминиканцев в Кракове (Вавель).